# Округ Кимбл (Тексас)
Округ Кимбл (енгл. Kimble County) је округ у америчкој савезној држави Тексас. По попису из 2010. године број становника је 4.607.

## Демографија
Према попису становништва из 2010. у округу је живело 4.607 становника, што је 139 (3,1%) становника више него 2000. године.
| Група             | 2000.         | 2010.         |
| Белци             | 3.481 (77,9%) | 3.450 (74,9%) |
| Афроамериканци    | 4 (0,1%)      | 18 (0,4%)     |
| Азијати           | 20 (0,4%)     | 19 (0,4%)     |
| Хиспаноамериканци | 926 (20,7%)   | 1.077 (23,4%) |
| Укупно            | 4.468         | 4.607         |